# Кинира (острво)
Острво Кинира, се налази у Грчкој, источно од острва Тасос, близу насеља Кинира, са укупном површином од 1,356 km² и узвишењима од 60 до 100 m. Острво је у приватном власништву са једном видљивом кућом а обала острва није превише разуђена и има неколико плажа. Острво је елипсастог облика дужине 1100 м а ширине 200-500 м.